# Сосновая улица (Ржевка)
Сосно́вая улица — улица в Красногвардейском районе Санкт-Петербурга, расположена в историческом районе Ржевка. Улица начинается от Дубовой аллеи, пересекает Рябовское шоссе и упирается в железнодорожную ветку, ведущую в направлении бывшего Ржевского полигона.

## История названия
Название присвоено 14 августа 1958 года одновременно с наименованием ряда улиц в бывших рабочих посёлках на Ржевке, в том числе Дубовой аллеи. Улица пересекает небольшой сосновый парк (отсюда и её название).

## Транспорт
Ближайшая к Сосновой улице станция метро — «Ладожская» 4-й (Правобережной) линии.